# Mittelneufnach
Mittelneufnach település Németországban, azon belül Bajorországban. Lakosainak száma 1078 fő (2023. december 31.).

## Népesség
A település népessége az elmúlt években az alábbi módon változott:
| Lakosok száma | 547  | 1043 | 679  | 901  | 1061 | 1081 | 1099 | 1055 | 1043 | 1078 |
|               | 1875 | 1950 | 1975 | 1987 | 2012 | 2014 | 2016 | 2017 | 2021 | 2023 |